# 할만작은낮도마뱀붙이
할만작은낮도마뱀붙이(Phelsuma pusilla hallmanni)은 주행성을 띄는 도마뱀붙이류의 한 아종이다. 마다가스카르에 고유하며 다양한 나무에서 살아간다. 보통 곤충과 꽃꿀을 먹는다.

## 어원
아종명 hallmanni는 독일의 파충류학자인 게르하르트 할만(Gerhard Hallmann)을 기렸다.

## 형태
할만작은낮은 꼬리까지 최대 9 cm (3.5 in) 에 달하여 낮도마뱀붙이류 중에서는 제일 작은 편이다. 몸은 짙은 초록색을 띈다. 등에는 붉은 점들이 나있다. 주둥이에는 파란색 삼각형 무늬가 있으며, 뒷부분의 가장자리를 따라 붉은 줄무늬가 나있다. 목과 뒤통수에는 파란색 점이 여럿 나있다. 꼬리는 청록색이고, 옆구리는 갈색 혹은 검은색이다. 아래는 백색이다.

## 분포
할만작은낮은 오로지 마다가스카르 동해안의 안다시베(en:Andasibe) 근방에 분포한다.
할만작은낮은 습하고 온화한 기후에서 지낸다. 다양한 나무에서 살아가며, 길가의 숲의 나무에서 자주 보인다.

## 습성
할만작은낮은 다양한 곤충 따위의 무척추동물을 먹는다. 부드럽고 달달한 과일, 꽃가루, 꽃꿀도 먹는다.
할만작은낮은 서로 심하게 싸우며, 다른 수컷의 존재를 허용하지 않는다. 사육할 때 수컷이 암컷에게 심한 상처를 입히기도 하는데, 암컷이 탈출할 수 없기 때문에 분리해주어야 한다.
번식기는 10월에서 5월 첫째 주까지다.

## 사육
할만작은낮은 식물이 무성한 큰 테라리움에서 짝을 지어 키워야 한다. 온도는 낮에는 28 °C에 국부적으로는 30 °C, 밤에는 20 °C, 습도는 낮에는 75-80%를 유지해야 한다. 추운 계절에는 낮에는 24 °C, 밤에는 16 °C를 유지하는 것도 중요하다. 사육 시에는 귀뚜라미, 시판 과일 사료, 벌집나방(:en:wax moth) 애벌레, 초파리, 밀웜, 집파리를 먹일 수 있다.

## 참고 문헌
- Henkel F-W, Schmidt W (1995). Amphibien und Reptilien Madagaskars, der Maskarenen, Seychellen und Komoren. Stuttgart: Ulmer. ISBN 3-8001-7323-9.
- McKeown, Sean (1993). The general care and maintenance of day geckos. Lakeside, California: Advanced Vivarium Systems.
- Meier H (1989). "Eine neue Form aus der lineata-gruppe der Gattung Phelsuma auf Madagaskar ". Salamandra 25 (3/4): 230-236. (Phelsuma pusilla hallmani, new subspecies). (in German).